# Santuario giubilare delle sette chiese di Villa Duodo
Il Santuario di Villa Duodo o Santuario giubilare delle sette chiese di Villa Duodo è un sistema di sei cappelle disposte lungo la salita di un colle che terminano nella chiesetta privata collocata nei pressi di Villa Duodo a Monselice e che ospita al suo interno venticinque reliquie di santi che la famiglia Duodo raccolse nel tempo. Questa, insieme alle sei cappelle, formano un percorso di pellegrinaggio per i fedeli a ricordare quello delle Sette Chiese di Roma.

## Storia

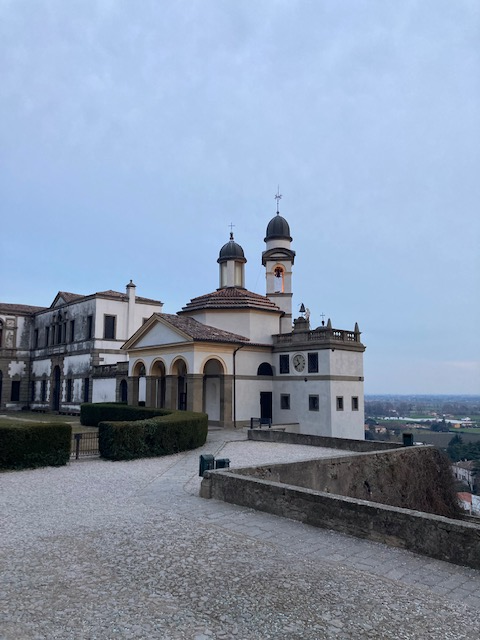
Vista del Santuario di Villa Duodo

Originariamente, dove oggi sorge il santuario, era eretta la chiesa di San Giorgio Martire, un importante punto di riferimento per i cittadini di Monselice.
Dopo gli acquisti di alcune proprietà sulla Rocca di Monselice da parte dei fratelli Francesco e Domenico Duodo, essi acquistarono anche il terreno sul quale sorgeva la chiesa di San Giorgio. In quest'area i due fratelli decisero di far costruire il loro palazzo e altre sei chiesette che, unite alla prima, dovevano rappresentare le sette chiese di Roma, di cui assunsero gli omonimi nomi: chiesa di San Pietro e Paolo, chiesa di San Sebastiano, chiesa di San Lorenzo, chiesa di Sant'Elena (o Santa Croce di Gerusalemme), chiesa di San Giovanni Battista e chiesa di Santa Maria Maggiore.
Il 12 novembre 1592, Papa Clemente VIII diede il permesso ai Duodo di demolire la vecchia chiesa di San Giorgio Martire per la costruzione di una chiesetta privata a nome della famiglia. Il Procuratore di San Marco, Francesco Duodo, commissionò la demolizione della vecchia chiesa e la costruzione della nuova all'architetto Vincenzo Scamozzi al quale era già stato affidato il compito di disegnare il palazzo della famiglia. I lavori iniziarono quindi tra il 1592-1593 e si pensa che debbano essere stati terminati nel 1597, anno in cui è stata collocata una pala d'altare e, l'anno successivo, vi è stato assegnato un prete.
Nel breve di Paolo V del 12 novembre 1605 venne concesso un particolare beneficio a chiunque avesse visitato le sei cappelle votive e la Chiesa di San Giorgio Martire (che da chiesa privata si trasformò quindi in una tappa di un percorso aperto al pubblico): il fedele avrebbe goduto, purché avesse pregato Dio, “per la concordia de Principi Christiani, estirpazione delle eresie et esaltazione della Santa Madre Chiesa” cioè degli stessi benefici spirituali concessi ai pellegrini che compivano il percorso delle sette basiliche maggiori di Roma.
L’inizio dei lavori per la costruzione delle sei cappelle risale al 1606 e il loro compimento al 1615 quando il vescovo Marco Cornaro si reca in visita presso la villa e loda le cappelle per la loro bella forma.

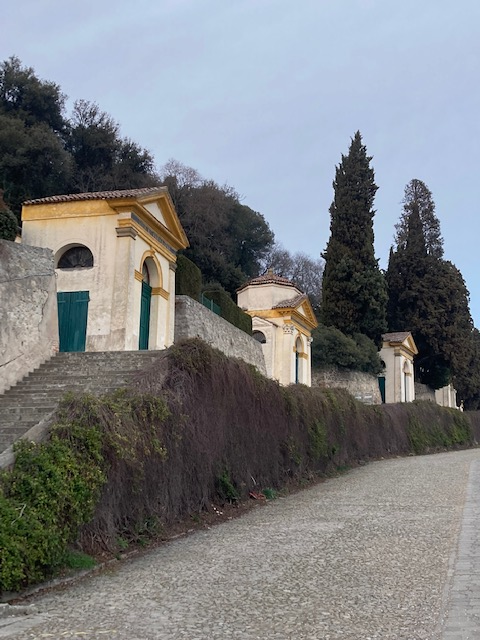
Chiesette Villa Duodo

## Descrizione

### Cappelle
Scamozzi articola le sette chiese secondo un percorso ascensionale a scalini che sale lungo la collina e che collega, ad intervalli regolari, le cappelle progettate secondo lo schema della Roma in età classica, variandone la pianta centrica tra quadrata e a croce e la copertura tra la volta ribassata e la cupola in modo ritmico. Il percorso si conclude con la Chiesa di San Giorgio Martire e la Villa dei Duodo.
Gli ordini architettonici inseriti nelle cappelle sono il tuscanico, ionico e composito adeguatamente modificati a creare una continua alternanza di forme in modo tale da voler condurre il pellegrino alla scoperta della tappa successiva.
Piante e ordini delle sei cappelle: 
- Cappella Santa Maria Maggiore: pianta quadrata e di ordine tuscanico
- Cappella San Giovanni Battista: pianta a croce con cupola e di ordine composito
- Cappella Santa Croce di Gerusalemme: pianta quadrata e di ordine tuscanico
- Cappella San Lorenzo: pianta quadrata e di ordine ionico
- Cappella San Sebastiano: pianta a croce con cupola e di ordine composito
- Cappella Santi Pietro e Paolo: pianta quadrata e di ordine ionico[9]

Scamozzi è riuscito così a mescolare la parte naturale del colle con la grandezza della famiglia Duodo ed il mito della Roma antica: si tratta quindi di un programma edilizio sia privato sia religioso.
Le sei cappelle ospitano cinque pregevoli pale di Jacopo Palma il Giovane, mentre in quella cointitolata ai santi Pietro e Paolo vi è una pala attribuita al pittore bavarese Johann Carl Loth.
L'arco d'ingresso all'area sacra del santuario giubilare, costruito nel 1651, è chiamata la "Porta Romana" o "Porta Santa" dove l'iscrizione Romanis basilicis pares ricorda il collegamento con il pellegrinaggio alle basiliche romane.

### Chiesa di San Giorgio

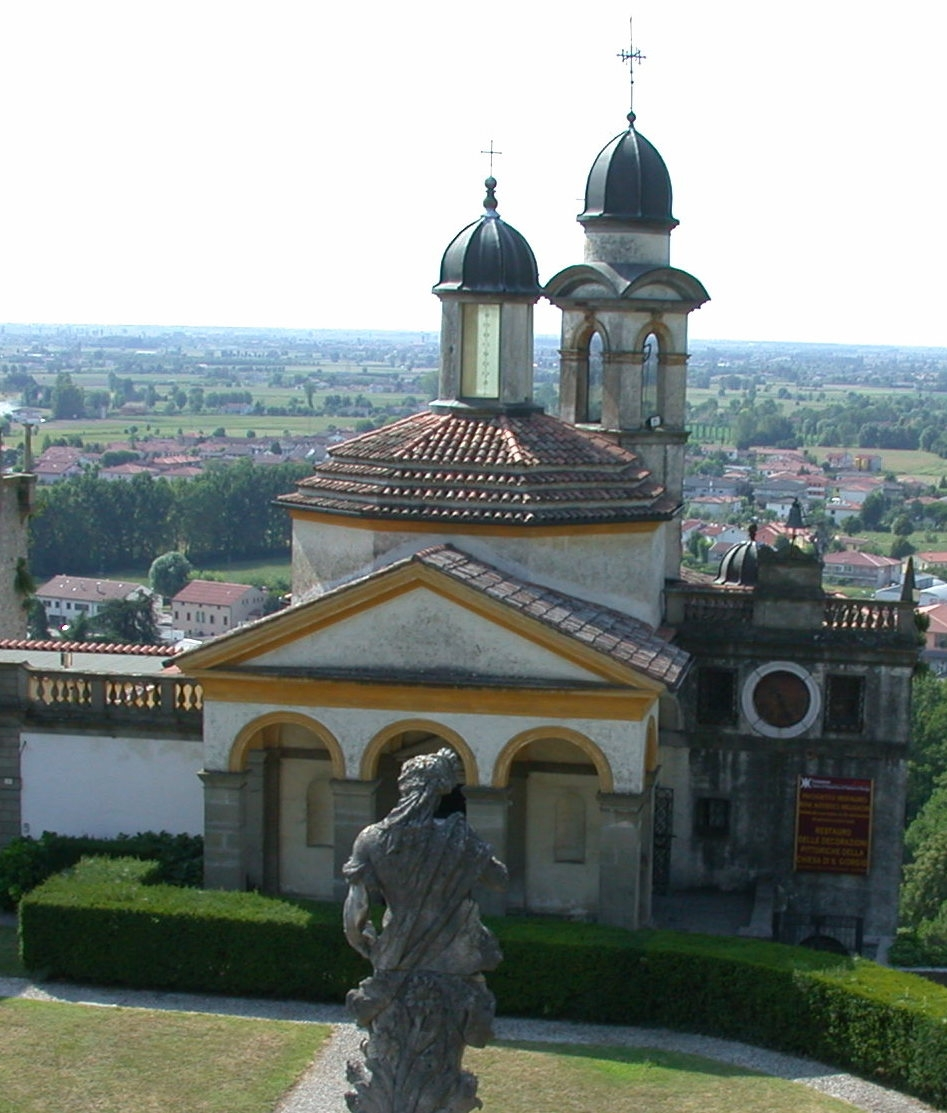
Oratorio di San Giorgio

#### Esterni
La chiesa di San Giorgio, detta anche dei Santi, fu eseguita su disegno di Vincenzo Scamozzi 1616, segue un ordine barocco a forma ellittica con cupola e presenza di campanile. Inizialmente la chiesa non presentava alcun portico frontale che però fu costruito nel secolo successivo quando vi furono apportate alcune modifiche al palazzo e quest'ultimo venne collegato alla chiesa tramite una terrazza su portici. In origine, la settima chiesa, era poco più grande di una stanza, forse perché precedentemente usata come cappella familiare; ma con l'arrivo degli "ospiti illustri" da custodire ed esporre ai pellegrini venne fatta costruire una stanza semicircolare.

#### Interni
Troviamo al suo interno i corpi dei tre Santi Martiri e numerose reliquie, traslate al suo interno dalla chiesa romana di Tor de’ Specchi da Alvise Duodo, nipote di Pietro, nobile veneziano proprietario della villa, nel 1651 sotto il consenso del Papa Innocenzo X.
L’arrivo di nuove cospicue reliquie nel 1713 indusse la famiglia Duodo ad aggiungere a fianco della chiesa un vero e proprio santuario in cui conservare i Corpi Santi: il Santuario di San Giorgio. Successivamente, nel 1715, vennero portate le spoglie mortali di San Valentino del “mal caduco”, probabilmente nome di fantasia di uno dei martiri del tempo, però piace pensare che sia proprio del patrono degli innamorati che oggi porta migliaia di visitatori e devoti a celebrare il 14 febbraio, ogni anno, durante la quale un sacerdote impartisce la benedizione ai bambini, e adulti, consegnando a loro una "chiavetta d'oro" benedetta per proteggere la loro salute. Secondo la devozione popolare la vera "missione" di San Valentino non era quella di proteggere gli innamorati bensì gli epilettici.
Alla fine del settecento la chiesa venne arricchita di un campanile, un orologio, un pavimento in marmo, pitture e altare, per festeggiare la traslazione di Alvise Duodo.
L’arco dell’altare è in mosaico d’oro a tasselli minuti, si pensa provenga dall’antica cappella. La mensa dell’altare ha il paliotto (parapetto) in intarsio marmoreo vario colorato in tarsia di Firenze e pietre dure uscito dalla maestria della bottega dei Corbarelli; troviamo ai lati due vasi di fattura etrusca con fiori di tarsia. Le pareti della cupola, oggigiorno in uno stato di deterioramento, sono affrescate da Tommaso Sandrini, ove l'attribuzione non sembra essere certa. Sono presenti sulle pareti tracce di fumo causate da un fulmine il 7 agosto del 1816, lapidi con epigrafe di alcuni dei Balbi-Valier, proprietari già all'epoca e dieci custodie di sacre reliquie. Su marmo nero si può trovare il testo della bolla di Paolo V sulle Indulgenze. Inoltre sul pavimento troviamo la tomba dei Duodo (1663) e sull’atrio la tomba dei Balbi-Valier.
Dietro l’altare, cappella a mezzaluna su vecchio disegno scamozziano, ove, addossati alle pareti sette armadi di noce di montagna custodiscono le venerate salme dei martiri.
L’inaugurazione del Santuario ebbe luogo con solenne esposizione delle sacre reliquie il 14 agosto 1791. Qui possiamo vedere elencati i nomi delle 27 salme o corpi (scheletri interi) esumati dai cimiteri o catacombe romane o provenienti da altri luoghi, venerati nel tempietto maggiore di S. Giorgio: Martino, Celestino, Teodoro, Liberata, Fruttosio, Gregorio, Rusticiano (padre), Felicita, Pio, Bovio, Rusticiano (figlio), Faustina, Valentino (altare Madonna Pellegrina), Alessandro, Elite, Costantino, Faustina, Emiliano, Clemente, Chiara, Febronia, Bonifacio, Venanzio, Ilocio, Veneranda, Giustino, Benedetto (mensa dell’arco). Aggiungiamo che l'arrivo a Monselice delle reliquie dei Santi martiri indusse la città a celebrarne la festa nel giorno d’Ognissanti, primo novembre, da cui venne il costume di chiamare la chiesa di S. Giorgio “Santuario di Ognissanti”, e a trasportare a quella stessa data l’inizio della fiera annuale, che anticamente era fissata ad altri giorni. Inoltre fino ai primi del secolo a S. Giorgio si celebrava la festa di S. Bovo, e vi si radunavano sul piazzale gli equini e bovini perché venissero benedetti.